# Kenchammanahalli, Pavagada
Kenchammanahalli là một làng thuộc tehsil Pavagada, huyện Tumkur, bang Karnataka, Ấn Độ.